# Gottfried (Namur)
Gottfried von Namur (1080 bezeugt; † 19. August 1139) aus dem Haus Namur war 1097 Graf von Château-Porcien (uxor nomine) und ab 1102 Graf von Namur. Er war Sohn von Graf Albert III. und Ida von Sachsen, der Erbin von Laroche.
Er heiratete in erster Ehe um 1087 Sibylle von Château-Porcien, Tochter von Graf Roger und Ermengarde, von der er um 1104 geschieden wurde. Sibylle heiratete in zweiter Ehe Withier de Vitri, Graf von Rethel. Aus der Ehe mit Gottfried stammen zwei Töchter:
- Elisabeth, 1141 bezeugt; ⚭ Gervais, Graf von Rethel; ⚭ II Clarembaud de Roscy, 1141 bezeugt
- Flandrine; ⚭ Hugues d‘Épinoy

In zweiter Ehe heiratete Gottfried um 1109 Ermesinde, † 1141, Tochter von Graf Konrad I. von Luxemburg und Witwe von Albert I. von Egisheim, Graf von Dagsburg, † 1098. Kinder des Paares waren:
- Albert, † um 1127
- Heinrich der Blinde, † 14. August 1196, 1136 Graf von Luxemburg, folgt 1139 in Namur, Laroche, Durbuy und Longwy, Vogt von St. Maximin in Trier und der Reichsabtei Echternach; ⚭ I 1152/59, geschieden 1163,  Lauretta von Flandern, † um 1175, Tochter von Dietrich von Elsass, Graf von Flandern, Witwe von Iwan, Graf von Aalst, geschieden von Heinrich II., Herzog von Limburg, Witwe von Rudolf I., Graf von Vermandois; ⚭ II 1168 Agnes von Geldern, Tochter von Heinrich, Graf von Geldern
- Clementia, † 28. Dezember 1158; ⚭ um 1130 Konrad, Herzog von Zähringen, † 1152 (Zähringer)
- Alice; ⚭ um 1130 Balduin IV., Graf von Hennegau, 1163 Graf von Namur, † 8. November 1171
- Beatrix, † 1160; ⚭ Gonthier, Graf von Rethel, † 1148

1121 stiftete Gottfried die Abtei Floreffe. 1136 wurde seine Ehefrau Ermesinde von König Konrad III. als Erbin der Grafschaft Luxemburg angesehen, als er die Grafschaft Heinrich dem Blinden, dem ältesten Sohn des Gottfrieds und Ermesindes, übertrug.